# Metropolitana di Genova
La metropolitana di Genova è una metropolitana leggera a servizio del capoluogo ligure. Essa si sviluppa su un'unica linea, lunga 7,1 km, dotata di 8 stazioni.
Il servizio è gestito dall'Azienda Mobilità e Trasporti (AMT) di proprietà del Comune di Genova.

## In esercizio

### Linea
| Percorso        | Inaugurazione | Ultima estensione | Lunghezza | Stazioni |
| --------------- | ------------- | ----------------- | --------- | -------- |
| Brin - Brignole | 1990          | 2012              | 7,1 km    | 8        |

### Tratte
| Tratta                                                                    | Apertura    | Interscambio                              | Lunghezza (km) | Stato attuale    |
| ------------------------------------------------------------------------- | ----------- | ----------------------------------------- | -------------- | ---------------- |
| Brin - Dinegro                                                            | 1990        | Terminal traghetti                        | 2,5            | in esercizio     |
| Dinegro - Principe                                                        | 1992        | Terminal traghetti Genova Piazza Principe | 0,5            | in esercizio     |
| Principe - Darsena                                                        | 2003        | Genova Piazza Principe                    | 0,6            | in esercizio     |
| Darsena - San Giorgio                                                     | 2003        |                                           | 0,7            | in esercizio     |
| San Giorgio - De Ferrari San Giorgio - Sarzano/Sant'Agostino - De Ferrari | 2005 2006   |                                           | 1,2 0,8 0,4    | in esercizio     |
| De Ferrari - Corvetto - Brignole                                          | 2012        | Genova Brignole                           | 1,6            | in esercizio     |
| Canepari - Brin                                                           | Inizi 2026  |                                           | 0,75           | in costruzione   |
| Brignole - Martinez                                                       | 2027        | Genova Brignole                           | 0,8            | in costruzione   |
| Pallavicini - Canepari                                                    |             |                                           | 0,45           | in progettazione |
| Totale                                                                    | 1990 - 2012 |                                           | 7,1            | In esercizio     |

Fonte: AMT Genova

## Storia

### I primi progetti (inizio '900)
I primi progetti di una metropolitana a Genova risalgono agli inizi del XX secolo.
Nel 1907, Carlo Pfalz, che già aveva progettato la funicolare Zecca-Righi, fu il primo a elaborare un progetto di costruzione di una ferrovia sotterranea a trazione trifase. Diversi progetti, fra cui quello dell'ingegnere Angelo Massardo e quelli di Renzo Picasso (1911 e 1930), furono proposti ma mai realizzati; fu invece costruita una rete tranviaria, che venne dismessa totalmente nel 1966.
Un tentativo di introdurre un sistema di trasporto del tutto innovativo fu realizzato in vista dell'Esposizione internazionale del 1914: si trattava del Telfer, una monorotaia sopraelevata che collegava la zona del Porto vecchio di Genova, dal Molo Giano all'area espositiva realizzata in Piazza di Francia, antistante la stazione Brignole. L'infrastruttura fu però abbandonata e infine demolita nel 1918.

### I progetti di Stefano Cattaneo Adorno
Uno dei più attivi sostenitori della necessità di una metropolitana a Genova fu il marchese Stefano Cattaneo Adorno (1875-1969), che nei primi decenni del XX secolo propose diversi progetti.
Il primo progetto "organico", realizzato con il supporto dell'ingegnere Emilio Rava, è del 1911 e prevedeva una linea di 10 km, da Sampierdarena alla zona di Priaruggia, area costiera nei pressi di Quarto, allora comuni autonomi, dotata di 14 stazioni. L'idea fu abbandonata allo scoppio della prima guerra mondiale.
Nel 1923 Cattaneo Adorno e Rava presentarono un altro progetto di metropolitana tra Sampierdarena e Sturla (allora confine orientale di Genova). Il tracciato seguiva l'evoluzione urbanistica dell'epoca, toccando i punti di maggior interesse, dal centro città al porto, fino alle spiagge del levante, per una lunghezza complessiva di 16 km (tutti in sotterranea). Erano previste 18 stazioni di interscambio con la rete tranviaria, ferroviaria e con i diversi impianti di collegamento con le zone collinari. Ottenuta la concessione da parte del governo Mussolini nell'agosto 1923, nel dicembre dello stesso anno, i Cattaneo presero accordi con le amministrazioni comunali di Genova e Sampierdarena. La stampa dell'epoca comunicò la notizia dei lavori come già approvati e certi, riportando che questi prevedevano una realizzazione in due tempi: un primo tronco tra Sampierdarena e piazza De Ferrari operativo entro il 1927 e un secondo tronco fino a Sturla da terminare entro il 1930. A regime, la metropolitana avrebbe dovuto avere convogli in grado di trasportare complessivamente 500 passeggeri, con una frequenza delle partenze cadenzata ogni 5 minuti. La linea sarebbe stata predisposta per un prolungamento a Quarto. Il costo dell'opera fu valutato in 120 milioni di lire ma nonostante l'approvazione da parte del Ministero dei lavori pubblici e gli accordi con i due comuni, non fu reperita, determinando l'abbandono del progetto nel 1926.
Un terzo progetto, in parte derivato dai precedenti, fu presentato dal marchese Adorno nel 1934. La linea prevista, molto più estesa, correva da Pegli a Quinto (entrambe annesse nel 1926 alla "Grande Genova", al pari di altri 18 comuni, compresi quelli interessati) con un percorso, in parte sotterraneo e in parte in superficie, suddiviso in tre tronchi:
- tronco centrale Sampierdarena-Sturla: lungo 9,2 km e dotato di 14 stazioni, di cui 2 all'aperto[6];
- tronco ponente Sampierdarena-Pegli;
- tronco Levante: Sturla-Quinto.

In seguito il progetto rivisto, con la linea estesa fino a Nervi lunga 20 km e dotata di 19 stazioni, fu ripresentato nel 1949: 
Adorno presentò un ultimo progetto negli anni 1960 ma morì nel 1969 senza vedere realizzata nessuna delle sue idee riguardanti la metropolitana genovese.

### I progetti degli anni 1960 e 1970
Lo sviluppo industriale e la crescente urbanizzazione della città nel secondo dopoguerra, uniti alla soppressione delle linee tramviarie, portarono ad un aumento insostenibile della mobilità privata. Le amministrazioni comunali iniziarono a valutare soluzioni alternative di trasporto di massa. Si susseguirono diversi progetti, tra cui quello di SAFEGE (1961) e della monorotaia Alweg tra Cornigliano e Sturla (1967).
Nel 1968, nell'ambito del nuovo piano urbanistico comunale, l'AMT avanzò l'ipotesi di un servizio metropolitano ferroviario, ottenuto sfruttando tratte poco utilizzate (Campasso, Santa Limbania, Gallerie delle Grazie) e costruendo collegamenti anche sotterranei laddove non erano già presenti i binari. Il progetto prevedeva l'istituzione di tre direttrici:
- Voltri-Nervi;
- Pontedecimo - Borgoratti;
- Foce-Prato: la più complessa da realizzare, vista la totale assenza di un sedime ferroviario preesistente.

I tre assi ferroviari si sarebbero intersecati a Dinegro, a Manin e nelle due stazioni ferroviarie centrali, Principe e Brignole.
Nel 1972 venne presentato il progetto "Intermetro", l'ultimo riguardante una metropolitana di tipo "pesante": si trattava di potenziare comunque il servizio ferroviario urbano (anche se in misura minore) e di realizzare due linee di metropolitana sotterranea, costruendo parcheggi di interscambio a servizio delle stazioni dei due mezzi di trasporto. Per quanto riguarda la realizzazione della metropolitana anche in questo caso il progetto venne diviso in tre fasi:.
- nella prima fase sarebbero stati collegati, l'inizio (tratta del centro della città) di Cornigliano e la stazione ferroviaria di Brignole, con un percorso quasi interamente parallelo a quello dell'esistente linea ferroviaria, con interscambio nelle stazioni ferroviarie di Sampierdarena, Principe e Brignole stessa. I lavori per la seconda linea sarebbero iniziati con il collegamento tra piazza Corvetto (dove si sarebbero dovute incontrare le due linee previste) e piazza Dante. Era prevista anche la possibilità di collegare piazza De Ferrari con Piazza Caricamento, passando per la nascente sede universitaria di Sarzano;
- nella seconda fase sarebbe stata costruita e completata la seconda linea, che avrebbe collegato San Martino con Staglieno, con ben due attraversamenti del torrente Bisagno (uno nel quartiere della Foce ed uno a Marassi) e avrebbe incontrato la prima linea a piazza Corvetto;
- nella terza fase sarebbe stata espansa la prima linea verso ponente fino a Multedo (mantenendosi sempre a monte del tracciato ferroviario), con interscambio nella stazione di Cornigliano, e verso levante fino ad Albaro, incrociando la seconda linea metropolitana anche in questo quartiere.

Fu prevista anche la possibilità di prolungare entrambe le linee fino alla stazione ferroviaria di Sturla, che sarebbe quindi divenuta ulteriore punto di interscambio e fu ipotizzata una diramazione verso l'Aeroporto, così come un prolungamento da San Martino alla zona di Borgoratti. Il progetto, pur rimanendo a lungo nel Piano Urbanistico Comunale, fu giudicato troppo oneroso e sovradimensionato per le mutate esigenze di trasporto cittadino, basato in quegli anni essenzialmente su autobus e mobilità privata.

### Il progetto definitivo
Durante gli anni settanta, per tentare di alleggerire il traffico caotico della città, iniziò a prendere forma il progetto di ripristinare almeno una delle linee tramviarie soppresse nel decennio precedente, anche riutilizzando la galleria tramviaria di Certosa. Questa galleria, realizzata tra il 1905 ed il 1908 per essere impiegata nell'allora esistente rete tranviaria di Genova, dopo la soppressione delle linee tranviarie della Val Polcevera, nel 1964, era stata asfaltata e veniva percorsa dalla linea di bus numero 10 Rivarolo-Caricamento a senso unico alternato (in quanto, essendo gli autobus più larghi dei tram, era impossibile farli transitare in entrambi i sensi); ciò costringeva i mezzi a viaggiare in convogli di tre vetture per volta e pregiudicava notevolmente le potenzialità di trasporto, con un lasso di tempo massimo di 9 minuti tra una corsa e l'altra. Un altro problema dato dal transito degli autobus nell'ex tunnel tranviario era l'inquinamento dell'aria, sempre a livelli elevati nonostante la presenza di un sistema di ventilazione forzata.
Date queste problematiche, tra la fine degli anni 1970 e l'inizio degli anni 1980 venne ipotizzata la realizzazione di un nuovo mezzo elettrico su rotaia che collegasse Rivarolo con Principe sfruttando il percorso della galleria Certosa, che venne chiusa nel 1982 per i lavori propedeutici al nuovo servizio di trasporto pubblico. La disponibilità di spazi sotterranei inutilizzati (magazzini di Via Buozzi e Gallerie delle Grazie) e di fondi ministeriali erogati al comune di Genova per i mondiali di calcio del 1990 e le celebrazioni colombiane del 1992 indussero l'amministrazione ad abbandonare l'idea del tram in favore di una metropolitana leggera, il cui percorso fosse completamente separato dalla viabilità ordinaria.
Il progetto definitivo prevedeva una rete di linee al servizio del centro, della val Polcevera fino a Rivarolo, della Val Bisagno fino a Prato e del ponente fino a Sampierdarena:
- Nella prima fase sarebbe stata costruita la tratta Rivarolo-Principe: dall'uscita della galleria a Certosa il tracciato si immetteva in un viadotto sopraelevato che curvava verso nord fino al capolinea in Piazza Pallavicini (con fermate intermedie di Certosa e di Canepari). Sull'altro lato si sarebbe collegata la galleria con Principe, con fermata intermedia in Piazza Dinegro.
- Nella seconda fase sarebbe stata completata la linea centrale con la tratta Principe-Brignole: la linea proseguiva lato mare fino a piazza Caricamento e curvava verso nord arrivando in Piazza De Ferrari (Passando per Piazza Sarzano), poi Piazza Corvetto e infine, sfruttando l'asse di Via Serra, si sarebbe raggiunto il capolinea in Piazza Verdi, di fronte alla stazione Brignole.
- La terza fase prevedeva una diramazione verso Sampierdarena partendo da Dinegro (con capolinea in Piazza Montano) e due diramazioni partendo da Brignole: la prima avrebbe raggiunto la Fiera di Genova alla Foce percorrendo in sotterranea Viale Brigata Bisagno, raggiungendo in seguito i quartieri di Albaro, San Martino e Sturla; la seconda avrebbe curvato a nord in Val Bisagno, attraversando corso Sardegna, il quartiere di Marassi, poi Staglieno e Molassana, con l'intento di prolungare la linea fino a Prato.

Il comune di Genova diede incarico all'Ansaldo Trasporti di studiare la fattibilità del progetto ed in seguito affidò alla stessa prima la convenzione e poi la concessione per la tratta Rivarolo-Principe (1983), seguita da quella per la Principe-Brignole (1988). La progettazione delle stazioni fu affidata all'architetto Renzo Piano, mentre Ansaldo si sarebbe occupata di progettazione esecutiva, realizzazione e fornitura dei rotabili.
Nel maggio 1983 la commissione interministeriale per le metropolitane espresse parere favorevole per l'opera, che fu approvata insieme alla metropolitana di Torino e alla linea 3 della metropolitana di Milano.

## Tratte in esercizio

### 1990-1992: Brin-Principe
I lavori di adattamento della galleria Certosa (il cui imbocco meridionale fu deviato da Via Venezia fin sotto Piazza Dinegro) e la costruzione delle prime due stazioni iniziarono nel 1986. A causa di ritrovamenti archeologici e dei frequenti allagamenti sotto piazza Dinegro dovuti alla vicinanza del mare, la realizzazione della metropolitana si rivelò più lunga e difficoltosa rispetto a quanto ipotizzato all'inizio, rendendo improbabile l'apertura della tratta completa in tempi brevi. Ansaldo decise perciò di suddividere la linea in "lotti funzionali", cioè piccole tratte rese operative una alla volta, in modo che i passeggeri potessero già utilizzare il nuovo mezzo mentre i lavori proseguivano.
Il 1º lotto Brin-Dinegro fu completato ed aperto in occasione dei Mondiali di calcio 1990: la tratta, lunga 2,6 km, collegava la stazione di Certosa-Brin a quella di Dinegro (inaugurate il 13 giugno 1990) ed ebbe un costo finale di circa 200 miliardi di lire. Contestualmente furono resi operativi i primi convogli e fu allestito un piccolo deposito sotto piazza Dinegro.
Il 13 luglio 1992, in occasione delle celebrazioni colombiane, divenne operativa la stazione di Principe; la lunghezza del percorso salì quindi a circa 3,3 km. I 700 metri circa di percorso che dividevano Dinegro da Principe furono in parte realizzati con scavi a cielo aperto, permettendo un avanzamento relativamente celere dei lavori. Ebbero un costo stimato di circa 100 miliardi di lire. Un anno dopo venne aperta la fermata ferroviaria sotterranea di Piazza Principe, quasi adiacente alla linea metropolitana, consentendo così un più agevole interscambio tra il servizio ferroviario urbano e la metropolitana, aumentandone l'attrattiva.
Lo scoppio dello scandalo giudiziario di Tangentopoli, a causa del quale vennero a mancare i finanziamenti per proseguire i lavori, nonché le perplessità delle varie amministrazioni comunali sull'effettiva utilità dell'opera ed i mutamenti delle normative sugli appalti e sui lavori pubblici, comportarono di fatto l'interruzione del cantiere della metropolitana, che rimase a lungo incompiuta.

### 2003-2012: Principe-Brignole
La situazione si sbloccò solo nel 1998, quando l'amministrazione guidata dal sindaco Giuseppe Pericu consegnò ai concessionari i lavori per il lotto Principe-San Giorgio.
Il periodo di stasi dell'infrastruttura, unito al contesto urbano in costante evoluzione, indussero Ansaldo a rivedere buona parte del progetto iniziale. Furono apportate modifiche strutturali e migliorie architettoniche allo scopo di rendere più moderne le stazioni concepite negli anni 1980.

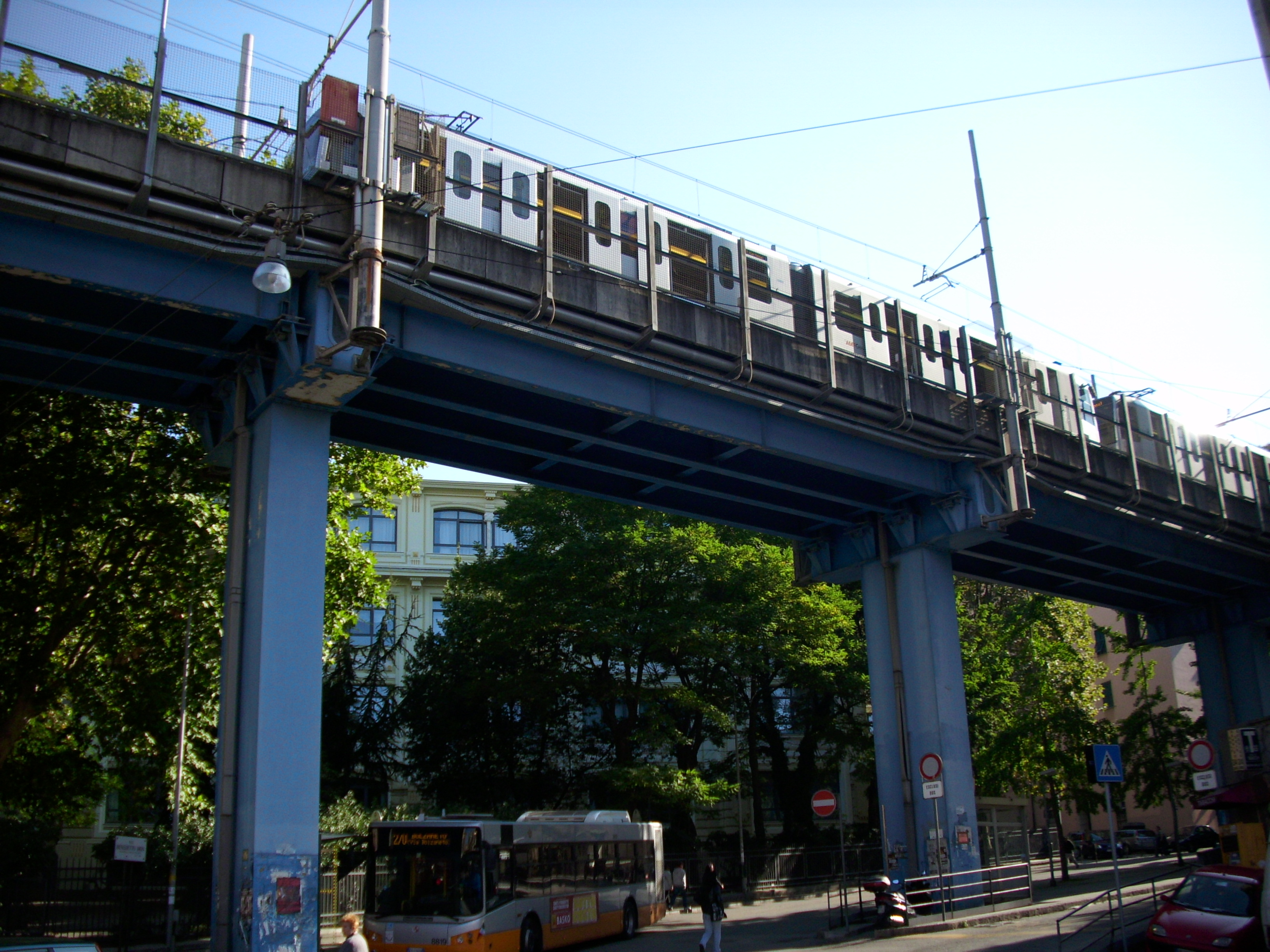
Stazione di Brin con il percorso rialzato dei binari, che nel progetto originario avrebbe dovuto essere prolungato fino a Canepari; tale progetto è stato poi recuperato, con l'avvio dei lavori nel 2020.

Nonostante il già lungo ritardo sui cronoprogrammi iniziali, l'avanzamento dei lavori dopo Principe fu ulteriormente rallentato per i frequenti ritrovamenti di antiche costruzioni e reperti archeologici, oltre che per i guasti alla talpa meccanica, la quale, durante la realizzazione del tratto tra le stazioni di San Giorgio-Caricamento e De Ferrari, nel settembre 1999 si scontrò con vecchi pilastri di ghisa e antichi ormeggi. La stessa stazione di Principe venne chiusa tra il 1999 e il 2000, per permettere il proseguimento dei lavori di scavo verso la zona del porto antico.
Nel 2001, approfittando dei lavori di riqualificazione architettonica di piazza De Ferrari in previsione del G8 che si sarebbe svolto in città nello stesso anno, venne realizzata parte della struttura della relativa stazione, anche se la linea vi sarebbe giunta solo dopo alcuni anni. Sempre nel 2001 iniziarono i lavori in piazza Sarzano, relativi alla realizzazione dell'omonima stazione, che sarebbe avvenuta negli anni seguenti.
Il 7 agosto 2003 venne attivato il prolungamento da Principe a San Giorgio, con la stazione intermedia di Darsena. La metropolitana, a vent'anni dall'inizio dei lavori, giungeva quindi a servire il centro storico e l'area turistico/museale del porto antico, iniziando solo a questo punto ad assumere una certa rilevanza nel panorama del trasporto pubblico genovese.
Se per la tratta Brin-Dinegro era stata riutilizzata ed adattata la preesistente galleria tranviaria, nel caso della tratta San Giorgio-De Ferrari furono invece reimpiegati gli antichi tunnel ferroviari delle Grazie. Questi, provenienti dall'omonima calata, correvano affiancati prima di dividersi per raggiungere le stazioni di Brignole l'uno e Principe l'altro.
Il 4 febbraio 2005 venne inaugurato il prolungamento della linea fino alla stazione De Ferrari: a questo punto, dopo aver raggiunto il cuore della città, il flusso di passeggeri vide un incremento considerevole. Nel 2006 fu attivata la stazione di Sarzano-Sant'Agostino, situata tra le già operative San Giorgio e De Ferrari, con un accesso in meno rispetto al progetto iniziale.
La tratta De Ferrari-Brignole richiese sette anni di lavori e una variazione sostanziale dei progetti: a causa delle criticità idrogeologiche del torrente Bisagno (molto vicino alla stazione) fu scartata l'ipotesi di raggiungere Brignole dal lato sud, in Piazza Verdi, scegliendo invece di deviare il percorso (con una galleria più lunga) verso le mura di Sant'Agata e di costruire una stazione a cielo aperto anziché sotterranea, come previsto in origine. Il tracciato metropolitano fu quindi portato in superficie e la fermata fu realizzata in Piazza Raggi, in zona Borgo Incrociati, a monte rispetto alla stazione ferroviaria.
Negli anni 2010 la fermata di Principe fu soggetta ad un lungo cantiere, strettamente connesso alla realizzazione di un nuovo parcheggio sotterraneo nella vecchia sede della stazione ferroviaria. Venne in parte modificato l'accesso da Via Fanti d'Italia, con la costruzione di un tunnel che collega l'uscita della metropolitana ai parcheggi e ai sottopassaggi della stazione ferroviaria di Piazza Principe, consentendo ai viaggiatori di evitare l'attraversamento pedonale di Via Andrea Doria. I lavori furono conclusi il 6 aprile 2016.

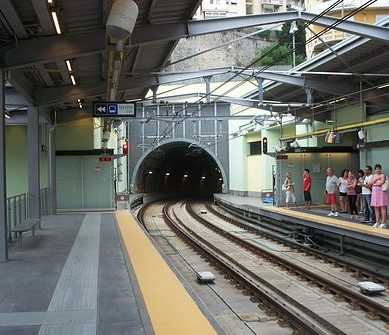
La Stazione di Brignole

Il 22 dicembre 2012 fu inaugurata la stazione di Brignole, con il quale la metropolitana raggiunse l'area est del centro cittadino.
Dal dicembre 2021, per iniziativa del Comune di Genova, l'utilizzo della metropolitana è gratuito nelle fasce orarie 10-16 e 20-22.
Nel luglio del 2023, per la prima volta dall'inaugurazione, l'intera linea è stata chiusa, per consentire i lavori di sostituzione dell'armamento, che in alcuni tratti ha comportato il completo rifacimento del sedime in cemento. Il servizio è stato ripristinato il 21 agosto 2023.
Dal 2024 la metropolitana e i mezzi di trasporto verticale (ascensori e funicolari) sono gratuiti solo per i residenti nella Città Metropolitana di Genova.

## Tratte e stazioni in costruzione

Prolungamenti e stazioni in costruzione

### Direzione nord-ovest: Brin-Canepari
Si tratta di un'estensione realizzata a cielo aperto, lunga circa 750 m di cui 500 su viadotto. La stazione Canepari diventerà il nuovo capolinea nord-ovest.
Presente fin dalle origini nel progetto per la metropolitana (1981), il prolungamento in Val Polcevera ha avuto tuttavia una lunga gestazione: nel 1987, quando era in corso la costruzione di Brin, fu predisposto un viadotto (utilizzato fino al 2023 per la manovra dei convogli) che avrebbe avanzato curvando di 60° fino a intersecare la linea merci Porto-Campasso-Fegino, e avrebbe poi proseguito con percorso sopraelevato fino a Rivarolo. Le tre stazioni della Val Polcevera (Brin, Canepari e Pallavicini) dovevano essere costruite quindi su un tracciato soprelevato. La prosecuzione di una sopraelevata ferroviaria fu però giudicata troppo impattante sul quartiere e non vide mai la luce.
Nel 1996 Ansaldo rifece il progetto, con una modifica sostanziale: la linea merci del Campasso stava per essere dismessa da RFI, quindi il viadotto fu abbassato fino al livello del rilevato ferroviario per sfruttarne il percorso e proseguire il tracciato a livello del sedime e non più sopraelevato. Nel 2009 il PUM prevedeva l'estensione della linea fino a Canepari, che sarebbe divenuta la nuova stazione capolinea (anche se tale soluzione avrebbe escluso successive estensioni).
Negli anni 2010 si presentò un nuovo conflitto: per collegare il porto con la linea veloce del Terzo valico (in costruzione), RFI decise che avrebbe in futuro riattivato il parco del Campasso e ripristinato l'importante collegamento merci tra il Porto e il doppio bivio Fegino. Il progetto subì un'ulteriore correzione: la linea avrebbe intersecato a raso solo la parte destra del sedime ferroviario, ma il viadotto sarebbe passato troppo vicino agli edifici di via Ariosto. Vennero perciò espropriati due edifici (uno dei quali ad uso abitativo, al numero civico 2) per consentirne l'abbattimento e creare lo spazio necessario. Gli inquilini del civico 2 dovettero quindi essere sfrattati e poi rimborsati dall'amministrazione comunale.
Il 30 dicembre 2020 il comune firmò l'accordo con il Gruppo FS per la cessione delle aree del Campasso, al fine di avviare il cantiere. Le aree ferroviarie destinate al prolungamento della metropolitana sono state acquisite dal Comune nel giugno 2021.
I lavori sono stati aggiudicati l'11 dicembre 2020 alle aziende Compat di Roma e Research Consorzio Stabile di Napoli. Nel progetto è inclusa la riqualificazione del parcheggio ex area Fillea in Piazzale Palli (che sarebbe dotato di aree verdi e trasformato in un importante interscambio) e l'adeguamento idrogeologico dei rivi Maltempo e Torbella (sottostanti via Canepari).
I lavori preliminari per la tratta Brin-Canepari hanno avuto inizio il 15 gennaio 2021, con la rimozione delle rotaie e della catenaria della vecchia linea. Fu, in seguito, realizzata una strada battuta per i mezzi di cantiere sul sedime ferroviario. Nel settembre 2021 vennero iniziate le demolizioni dei caseggiati di Via Ariosto e poi di Via Vedovi, mentre nel giugno 2023 fu in parte demolito il vecchio viadotto di Brin per poter costruire le fondamenta del nuovo.
Inizialmente i lavori dovevano terminare a fine 2023, tuttavia nel febbraio 2023, durante gli scavi per realizzare la stazione, è stata scoperta un’antica fornace di epoca romana, risalente al 300 d.C. La scoperta ha richiesto l'intervento della Sopraintendenza ai Beni Culturali che ha ritardato i lavori per consentire il recupero dei reperti (alcuni dei quali saranno esposti all'interno della nuova stazione, altri all'interno della Certosa di San Bartolomeo). Un ulteriore ritardo è stato causato dalla bonifica del terreno dagli idrocarburi presenti nell'area; di conseguenza, l'apertura della stazione è stata posticipata dapprima a metà 2024, poi alla primavera del 2025. Successivamente, in seguito a un lungo contenzioso con l'impresa costruttrice (vinto dall'amministrazione comunale), la fine dei lavori è slittata alla primavera del 2026.
Per ridurre l'inquinamento acustico sul quartiere, sono state previste barriere fonoassorbenti su buona parte del tratto.

### Direzione sud-est: Brignole-Martinez
Si tratta di un'estensione di circa 800 m in direzione est, che dovrebbe collegare l'attuale capolinea (stazione di Brignole) con una nuova stazione da costruirsi interamente a cielo aperto in Piazza Giovanni Martinez, alle spalle dell'attuale scuola Guglielmo Marconi, nel quartiere di San Fruttuoso (44°24′23.22″N 8°57′25.52″E).
Immediatamente dopo l'ultimazione della stazione Brignole nel 2012, la linea venne predisposta al prolungamento: due binari di manovra per i convogli oltrepassavano il torrente Bisagno e poggiavano i tronchini poco prima del sottopasso di Via Archimede. L'estensione verso levante sembrava quindi molto facile da attuare, in quanto dietro a piazza Terralba è presente uno scalo merci ferroviario, di proprietà della Rete Ferroviaria Italiana, in parte inutilizzato. Per creare la tratta della metropolitana di Genova che collegasse la stazione Brignole a piazza Terralba, bastava convertire due linee di binari ferroviari esistenti in due linee di binari della metropolitana e costruire la stazione.
Nell'agosto 2013 un articolo del quotidiano Il Secolo XIX annunciò le intenzioni della giunta del Comune di Genova di autorizzare alla realizzazione del prolungamento dei binari nel quartiere di San Fruttuoso. Le fermate previste erano due: Martinez (intermedia) e Terralba (capolinea). Secondo l'articolo, la prima stazione doveva sorgere dietro alla scuola elementare di piazza Martinez, la seconda invece tra Piazza Terralba e le mura di Via Tripoli. I lavori dovevano essere gestiti da Hitachi Rail STS.
Il 28 settembre 2014 il sindaco Marco Doria in una conferenza stampa a Palazzo Tursi, annunciò di avere chiesto al ministro delle infrastrutture e dei trasporti Maurizio Lupi un finanziamento di 28 milioni di euro per la realizzazione della stazione metropolitana di Terralba nel quartiere di San Fruttuoso. Nel piano urbanistico comunale, però, era presente una stazione unica posta di fronte a piazza Terralba, quindi in posizione indermedia tra le due fermate previste in origine. L'interferenza con lo scalo ferroviario e il deposito locomotori sarebbe stata risolta realizzando il prolungamento parzialmente in sopraelevata, in modo da passare a monte rispetto alle officine. Tale progetto venne poi abbandonato, poiché era troppo oneroso e avrebbe richiesto l'abbattimento di un edificio RFI.
Con l'elezione a sindaco del capoluogo ligure di Marco Bucci, l'estensione cominciò a concretizzarsi: il 2 gennaio 2018 il Comune ottenne dal governo 137 milioni per l'allungamento della metropolitana con la costruzione delle tratte Brìn-Canepari e Brìgnole-Martinez.
Nel febbraio 2020 viene presentato il progetto della Stazione Martinez, comprendente un accesso all'omonima piazza e alla scuola elementare, un parcheggio di interscambio, diverse aree verdi ed un percorso pedonale di collegamento con il ponte di Terralba. Per realizzare il prolungamento, parte del tronchino di Brignole sarà demolito, mentre è prevista la costruzione di un viadotto sopra via Archimede, che allargherà la sede dei binari e consentirà alla linea di raccordarsi al rilevato ferroviario all'altezza di Corso Sardegna. Superata l'area delle officine, la stazione sorgerà dove previsto inizialmente, cioè dietro la scuola, e sarà predisposta per un ulteriore prolungamento a levante.
Pur essendo un'estensione senza gallerie, risultò comunque complicata, in quanto RFI non intendeva cedere le aree di manutenzione in Piazza Giusti e lo scalo di Terralba prima del 2023, anno in cui era previsto il trasferimento definitivo delle officine a Vado Ligure (SV). Oltretutto, il potenziamento del nodo ferroviario genovese (i lavori sono ripartiti nel luglio 2020 dopo uno stop di 2 anni) prevede la ricostruzione dello scalo di Terralba e la possibile istituzione di una fermata di testa nella medesima area, ragion per cui metropolitana e treno saranno collegati con percorsi di interscambio (come succede a Principe e a Brìgnole).
L'11 dicembre 2020 il comune aggiudicò i lavori per la tratta Brìgnole-Martìnez alle aziende Compat di Roma e al Research Consorzio Stabile di Napoli, con l'intento di acquisire l'area delle officine a lavori già iniziati.
Sulla dismissione delle aree ferroviarie di Terralba, i sindacati si opposero con Trenitalia per due motivi: in primo luogo, dopo il trasferimento a Vado non resterebbe un solo polo di manutenzione rotabili in tutta la provincia di Genova e in secondo luogo il deposito locomotori di Piazza Giusti "tagliato fuori" verrebbe abbandonato.
Nella riunione ministeriale di palazzo Tursi del gennaio 2021 vennero richiesti i finanziamenti per il lotto 2 della stazione Martinez, che consiste nella realizzazione del parcheggio di interscambio alberato e del collegamento pedonale con il ponte di Terralba. Tale finanziamento è ottenuto utilizzando i fondi destinati a cinque città italiane per il potenziamento della propria rete metropolitana.
Nel febbraio 2021 la Regione emanò il PAUR (Provvedimento Autorizzatorio Unico Regionale) in cui si fornivano le autorizzazioni ambientali e amministrative relative alla tratta Brìgnole-Martìnez. Nel settembre 2021, il Comune acquisì da RFI una parte delle aree del rilevato ferroviario, procedura necessaria per avviare la prima fase dei lavori.
Nel corso del 2022 vennero effettuati monitoraggi ambientali pre-cantiere sui terreni dove dovrà passare la linea e dove sorgerà la stazione e nell'autunno dello stesso anno venne resa pubblica una variante del progetto iniziale che avrebbe consentito, incrociando i fasci di binari, il mantenimento delle Officine Ferroviarie di Brignole, le quali conviveranno con l'infrastruttura metropolitana.
Nell'aprile del 2024 viene reso noto che la stazione sorgerà in posizione arretrata di circa 90 mt verso ovest, per eliminare del tutto le interferenze con le Officine Ferroviarie. Il collegamento con piazza Martinez sarà garantito da un sovrappasso pedonale coperto.
I lavori sono iniziati nel corso del 2023, con la demolizione del tronchino di Brignole, e nell'ottobre dello stesso anno, la costruzione del viadotto sopra Via Archimede. Secondo il cronoprogramma iniziale, che prevedeva 700 giorni di cantiere, l'entrata in servizio della stazione era stimata al 2024, slittato invece alla fine del 2025.

### Stazione Corvetto
Si tratta di una fermata sotterranea, intermedia fra De Ferrari e Brìgnole. La sua struttura venne realizzata "al rustico" già nel 2010, ma per mancanza di fondi non fu possibile ultimarla. Rimasta per oltre un decennio "stazione fantasma", nel 2021 ha ottenuto dal PNRR, per un valore di 56 milioni, i finanziamenti necessari per essere completata. Nel dicembre del 2022 la giunta comunale ha approvato il progetto definitivo. La progettazione esecutiva è iniziata a maggio 2023, mentre i cantieri, già allestiti durante l'estate, sono partiti nell'ottobre 2023. Secondo il cronoprogramma, la stazione dovrebbe essere attivata nella primavera del 2026.

## Opere in progetto e finanziate
Sono state finanziate le seguenti opere:
- la futura stazione Pallavicini, che sorgerà a Rivarolo dopo Canepari, diventando il nuovo capolinea nord-ovest[63].
- la diramazione Brignole - Molassana, che vedrà l’implementazione di 6 stazioni in superficie.

### Direzione nord-ovest: Canepari-Pallavicini
Il prolungamento, lungo circa 500 m in direzione nord, sarà realizzato a cielo aperto su una parte del rilevato ferroviario (lungo la bretella Campasso-Fegino). Il nuovo capolinea si attesterà tra via Rossini e via Pisoni, nelle adiacenze di Piazza Durazzo Pallavicini (44°26′14.11″N 8°53′34.49″E).
La stazione di Pallavicini, all'inizio chiamata semplicemente "Rivarolo", era già presente nel progetto originario come capolinea settentrionale della metropolitana. La sua posizione, al centro del popoloso quartiere di Rivarolo, sarebbe favorevole all'interscambio con diverse autolinee della Val Polcevera, oltre che con la stazione ferroviaria di Genova Rivarolo (distante 200 metri).
Nella riunione al Ministero delle infrastrutture e dei trasporti del gennaio 2021 vengono richiesti i finanziamenti per estendere la linea fino a Rivarolo. Nel novembre 2021, il prolungamento Canepari-Pallavicini ottiene i finanziamenti, attinti dal pacchetto fondi da 3,1 miliardi destinati all'estensione della rete metropolitana in 5 città italiane (Milano, Torino, Roma, Napoli e Genova). Il costo complessivo per la realizzazione è di 75 milioni.
Contestualmente il comune ha acquisito alcune aree in via Pisoni per la costruzione di un parcheggio di interscambio.
Nel gennaio 2024 è stata bandita la prima gara per il prolungamento Canepari-Pallavicini.

### Linea 2 in Val Bisagno: Brignole-Molassana
Dopo lo smantellamento del sistema tranviario genovese negli anni 1960, la Valle percorsa dal torrente Bisagno rimase l'unica zona della città priva di un servizio di trasporto su rotaia. Questo indusse Ansaldo a ipotizzare, nell'ambito del progetto originario del 1981, una diramazione che servisse anche quella zona della città; l'idea fu poi abbandonata in seguito alla sospensione dei cantieri per la metro negli anni 1990.

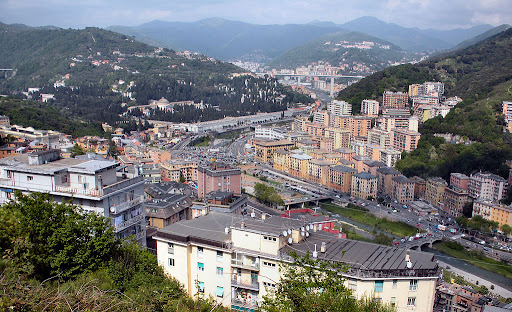
Una veduta della bassa Val Bisagno; sullo sfondo i quartieri di Marassi e Staglieno.

Alla fine degli anni Ottanta, in un periodo in cui a Genova stavano arrivando i finanziamenti legati a mondiali di calcio di Italia 90 e alla Colombiane, il Partito Comunista Italiano propose una possibile seconda linea della metropolitana in alveo, retta da una struttura sopaelevata a cinque metri di  altezza dal suolo, che avrebbe evitato le interferenze con la strada, garantendo al contempo il collegamento della vallata con la zona della stazione ferroviaria di Brignole e le linee di autobus lì presenti.
All'inizio degli anni 2000, si ipotizzò una diramazione sotterranea della linea 1 che da Brignole (non ancora costruita) raggiungesse piazza Giusti sfruttando in parte i binari ferroviari e da lì curvava gradualmente di circa 90° scendendo fin sotto il livello strada, sottostando Piazza Martinez (dove sarebbe stata realizzata una stazione). Dopodiché il tracciato percorreva in sotterranea corso Sardegna (dove sarebbe stata realizzata un'altra stazione nei pressi dell'omonimo mercato), poi via Montaldo e corso De Stefanis, raggiungendo lo Stadio Ferraris. In ogni caso, la linea si sarebbe attestata presso piazzale Parenzo o al cimitero di Staglieno, servendo quindi solo la Bassa Val Bisagno.
Il progetto, presentato da Metropolitana Milanese, fu finanziato per la maggior parte ma in seguito annullato per le criticità del sottosuolo e per la vicinanza al torrente Bisagno, che in quegli anni esondò due volte (nel 2011 e nel 2014). In alternativa si era pensato ad una linea tranviaria, ma anche su quest'ultima emersero numerose perplessità.
La giunta Bucci decise invece di riorganizzare il trasporto pubblico con un sistema di quattro assi di forza elettrici su gomma, utilizzando la tecnologia del filobus (o dell'autobus elettrico a ricarica rapida). Uno degli assi avrebbe servito la Val Bisagno, pur rimanendo per la maggior parte in sede promiscua con il traffico veicolare.
Nel dicembre 2020 venne illustrato il progetto preliminare di una seconda linea di metropolitana leggera sopraelevata, denominata "Skytram", che poggiava i pilastri sulle sponde del torrente (ma non in alveo) percorrendo a cielo aperto buona parte della Val Bisagno. Erano previste otto fermate: Brignole, Marassi/Stadio, Parenzo, Staglieno, Adriatico/Ponte Carrega, Bligny, San Gottardo e infine Molassana, capolinea e deposito rotabili. Secondo questo progetto la linea non rappresentava un prolungamento di quella esistente, in quanto basata su una tecnologia diversa (Axonix con convogli automatici senza conducente di fabbricazione Alstom) e viaggiava su un percorso separato, realizzato ex novo. La spesa per realizzare la linea ammontava a 580 milioni di euro, ottenuti da risorse sia pubbliche sia private (seguendo la formula del project financing); una volta attivata la linea sarebbe stata gestita da ALSTOM e AMT. Nella conferenza ministeriale del gennaio 2021 venne chiesto un finanziamento di circa 284 milioni per iniziare i lavori.
In seguito l'ipotesi di una seconda linea venne accantonata; al suo posto il Comune presentò un secondo progetto, denominato "Skymetro", il quale prevedeva una prosecuzione della linea esistente sulla direttrice della Val Bisagno. Tale progetto è stato approvato dal Ministero delle infrastrutture e della mobilità sostenibili nell'aprile 2022 ed interamente finanziato con fondi statali, per un importo di 398 milioni di euro.
Il nuovo progetto prevedeva una diramazione a binario unico (con raddoppi in corrispondenza delle stazioni) totalmente sopraelevata a 9 m dal suolo, lunga circa 6,7 km e dotata di 7 fermate. Il raccordo con la linea esistente avverrebbe presso la stazione Brignole, tramite un viadotto che sovrasterà una porzione del torrente Bisagno in zona Sant'Agata. Di qui la linea correrà in sponda destra fino al quartiere di Marassi, per poi passare in sponda sinistra mediante un altro viadotto posto sulla copertura esistente di fronte allo Stadio. A partire da questo punto il tracciato rimarrà del tutto simile a quello proposto inizialmente, raggiungendo i quartieri di Staglieno e Molassana. Tale soluzione permetteva di contenere i costi di realizzazione e consentiva inoltre di effettuare un collegamento diretto con il centro cittadino, senza "rotture di carico" nel nodo di Brignole. Inoltre, per ridurre l'impatto sulle zone attraversate, l'intero tracciato sarà coperto da una struttura a tunnel fonoassorbente su cui verranno installati pannelli solari in grado di contribuire al fabbisogno energetico della linea.
Nell'estate 2022 il Comune pubblica la gara d'appalto per la realizzazione dell'opera, il cui completamento viene stimato tra il 2027 e il 2028. L'appalto per il project management e la direzione lavori è stato affidato a Rina Consultings e Metropolitana Milanese S.P.A. L'opera è quindi passata alla fase di progettazione definitiva.
Nell'ottobre del 2023 è stato presentato al pubblico il progetto definitivo. Esso prevede alcune rettifiche di tracciato e 6 fermate, una in meno rispetto al progetto iniziale. Nel dettaglio:
- L'intera diramazione sarà a doppio binario, in continuità con il resto della linea.
- La svolta da Brignole alla sponda destra del Bisagno verrà effettuata con un viadotto a S a campata unica, che poggerà per un tratto su sponda sinistra in via Galilei per poi passare su sponda destra in via Canevari (in prossimità dell'antico Ponte Romano di Sant'Agata) evitando così il passaggio in Corso Galliera e senza strutture nell'alveo del torrente;[82]
- La struttura delle fermate sarà molto essenziale, per ridurre costi e impatto visivo sulla vallata;
- La fermata di Marassi, inizialmente posta di fronte allo Stadio, per ragioni di sicurezza verrà spostata circa 500 mt più a sud, in Piazza Romagnosi;
- Le fermate di Adriatico e Bligny verranno unificate in un'unica stazione denominata Guglielmetti (nell'area urbana di Ponte Carrega).

Si prevedono 19 ore di esercizio giornaliero con una frequenza massima di 6 minuti tra un treno e l'altro e un tempo di percorrenza dell'intera tratta pari a 11 minuti.
L'avvio dei cantieri per la diramazione era stato previsto per il 2024 e la conclusione dei lavori nel 2027.
Stante la richiesta, da parte del Ministero, di ridurre il più possibile l'impatto idrogeologico dell'opera, viene accantonata la soluzione del ponte sul Bisagno per consentire la svolta da Brignole. Al suo posto vengono studiate altre ipotesi, fra cui il prolungamento con regresso a Martinez o la rottura di carico fra le due linee, come previsto inizialmente.

## Tratte in fase di studio
Attualmente vi sono varie estensioni e stazioni ipotizzate come sviluppi futuri:
- In Val Polcevera;
- nel quartiere di San Martino, due nuove stazioni sotterranee presso l'ospedale San Martino;
- una diramazione in sotterranea verso il quartiere di Sampierdarena partendo da Dinegro;
- l'estensione della diramazione Val Bisagno da Molassana a Prato;
- Successive estensioni ad ovest

### Direzione nord-ovest: Pallavicini-ex Mira Lanza-Bolzaneto
Se fino agli anni 2000 era difficile pensare ad una prosecuzione della metropolitana oltre Rivarolo, nel 2008 si ipotizzò di raggiungere il quartiere collinare di Fegino (al di là del Polcevera) o più probabilmente Teglia, area urbana a nord di Rivarolo, utilizzando parte degli spazi abbandonati dell'ex fabbrica Mira Lanza, in via Lepanto. È in corso inoltre una riqualificazione di quest'ultima zona. Nel PUMS del 2023 è stata presa in considerazione l'ipotesi di raggiungere in seguito la delegazione di Bolzaneto.

### Direzione est: Martinez-San Martino
Dalla futura stazione Martinez, si presentano alcune opportunità di prolungamento:
- a est verso piazza Terralba, nel quartiere di San Fruttuoso, e, successivamente, verso l'ospedale San Martino nell'omonimo quartiere;
- a nord verso la Val Bisagno.

Le prime proposte di prolungamento a levante risalgono ai primi anni 2000. Sebbene la linea fosse ancora lontana dall'arrivare a Brignole, l'omonima stazione metropolitana era stata completamente riprogettata, ed era già previsto che sorgesse in superficie, allo stesso livello del rilevato ferroviario. Secondo i primi progetti, dopo Brignole la linea avrebbe dovuto tornare in sotterranea, ramificarsi e raggiungere lo Stadio Ferraris (a Marassi) con la diramazione nord e San Martino con la diramazione est.
La diramazione in sotterranea verso la Val Bisagno venne definitivamente accantonata per criticità idrogeologiche nel 2014. Ben più fattibile la diramazione est: chiamata anche "asta di levante", consentirebbe di attraversare a cielo aperto il quartiere di San Fruttuoso (utilizzando aree ferroviarie) e in seguito di scavare sotto le mura di via Tripoli e poi sotto corso Europa, fino a raggiungere l'Ospedale San Martino: attraverso tale prolungamento la metropolitana collegherebbe il centro cittadino al più grande polo ospedaliero della regione, oltre a servire parte dei dipartimenti universitari siti nel quartiere.
Nel giugno 2022 il Comune ha annunciato di voler avviare entro la fine dell'anno lo studio di fattibilità per la futura estensione. Secondo i progetti preliminari tale prolungamento prevede due nuove stazioni sotterranee, entrambe nel quartiere di San martino: la prima in viale Benedetto XV (nei pressi di corso Europa e dell'Ingresso principale dell'Ospedale) e la seconda in via Mosso, all'ingresso del Pronto Soccorso.

### Direzione ovest: Diramazione Dinegro-Fiumara
All'epoca della sua realizzazione, la stazione di Dinegro era adiacente a quella ferroviaria di Genova Marittima-Santa Limbania (poi soppressa e sostituita da Genova Piazza Principe- Sotterranea) e ad una serie di binari e vecchie gallerie. Nel 1992 il sindaco Romano Merlo era favorevole alla diramazione della metropolitana verso Piazza Montano (Sampierdarena) presente nel progetto originario. Ai tempi della giunta Vincenzi, era nata la possibilità di una diramazione ferroviaria verso la Val Polcevera, allacciando la linea di ferrovia urbana da Genova Piazza Principe Sotterranea alla vecchia galleria per treni merci di Santa Limbania e quella di San Lazzaro Alta, sfruttando la linea Porto-Campasso-Fegino (dismessa nel 2008): la diramazione avrebbe avuto due fermate intermedie a Sampierdarena (Villa Scassi e Via dei Landi). In seguito quella linea venne destinata nuovamente al traffico merci e inclusa nel progetto per il Terzo valico, in quanto costituisce l'"ultimo miglio" di collegamento tra la linea veloce e il porto, e servirebbe a decongestionare la linea Sommergibile di Sampierdarena.
Nel 2011, durante i lavori di ampliamento del deposito di Dinegro, si predispose la stazione e i binari per una futura diramazione, ma una volta consegnato il deposito tutto rimase fermo fino al 2019, quando nel PUMS (Piano Urbano di Mobilità Sostenibile) ricomparve la possibilità di prolungare la metro verso ponente. La nuova direttrice rimarrebbe comunque connessa a quella principale (intersecandosi a Dinegro) e si svilupperebbe in sotterranea per 2,5 km sfruttando l'asse di Via Cantore, fino a raggiungere il quartiere della Fiumara.
Nel gennaio 2021 il responsabile della mobilità Enrico Musso considera invece il prolungamento verso Sampierdarena "opera prioritaria" nella svolta della metropolitana genovese. Venne quindi redatto uno studio di fattibilità tecnico-economica (a cura di Rina Consultings S.p.A.) per procedere nella richiesta di finanziamenti al governo l'anno successivo.
Sono state previste quattro stazioni: Dino Col (San Benigno), Cantore (nei pressi dell'ospedale Villa Scassi), Montano (presso Sampierdarena FS) e capolinea a Fiumara (centro commerciale). Allacciando le due linee, non ci sarebbero "rotture di carico" per i passeggeri provenienti da Brignole, mentre per quelli della Val Polcevera sarebbe sufficiente cambiare a Dinegro, che passerebbe da semplice fermata a nodo di interscambio. Per la diramazione, da realizzare ex novo interamente in sotterranea, vengono stimati tra i 500 e i 600 milioni di euro.

### Estensione Molassana-Prato
In un prossimo futuro, le intenzioni del Comune sono di estendere ulteriormente la futura diramazione Val Bisagno di 3,3 km verso nord con tre nuove stazioni, Ligorna, Green e Prato, per servire il quartiere di Struppa in alta Val Bisagno (ed in prospettiva creare un interscambio per gli abitanti delle altre cittadine di vallata). In questo contesto è stato redatto uno studio di fattibilità che stima a 200 milioni il costo di tale prolungamento.

### Estensione Fiumara-Sestri Ponente
Nel giugno 2022 il Comune ha presentato l'ipotesi, poi inserita nel PUMS del 2023, che prevede il prolungamento della metropolitana oltre Sampierdarena, verso i quartieri di Cornigliano (con fermate in via San Giovanni d'Acri e piazza Savio) e Sestri Ponente (con fermate in via Siffredi, via Giotto, piazza Baracca e capolinea in via Merano).

### Estensione Brignole-Fiera
Nel PUMS del 2023 è presente anche un'ipotesi di prolungamento verso la Fiera di Genova (presso piazzale Kennedy), per collegare Brignole all'area del nuovo Waterfront di Levante, nel quartiere della Foce.

## Caratteristiche tecniche
| Unknown route-map component "uhENDEa" |

| Unknown route-map component "uhBHF" |

| Unknown route-map component "uhtSTRa@g" + Unknown route-map component "ulKMW(L)" |

| Urban tunnel stop on track |

| Urban tunnel stop on track |

| Urban tunnel stop on track |

| Urban tunnel stop on track |

| Urban tunnel stop on track |

| Urban tunnel stop on track |

| Urban tunnel unused stop on in-use track |

| Unknown route-map component "utBHFe@g" |

| Unknown route-map component "uENDEe" |

La metropolitana ligure utilizza una linea a doppio binario a scartamento ordinario (1435 mm); la trazione è elettrica mediante linea aerea di contatto alla tensione di 750 V in corrente continua. La circolazione dei treni avviene sul binario di destra. A causa della sezione ridotta della galleria Certosa, che tra il 1908 ed il 1964 era percorsa dai tram (con scartamento 1000 mm), la larghezza delle vetture è minore di quelle in servizio su altre linee metropolitane a scartamento ordinario.
Il logo segnaletico della metropolitana genovese è quello standard delle metropolitane italiane, quadrato con la lettera M bianca su sfondo rosso; in passato fu concepito un logo caratteristico dal designer Paolo Varratta, che poi non fu mai utilizzato.

## Materiale rotabile
La metropolitana si serve di un parco mezzi composto attualmente da 24 convogli, tutti bidirezionali, divisi in quattro serie:

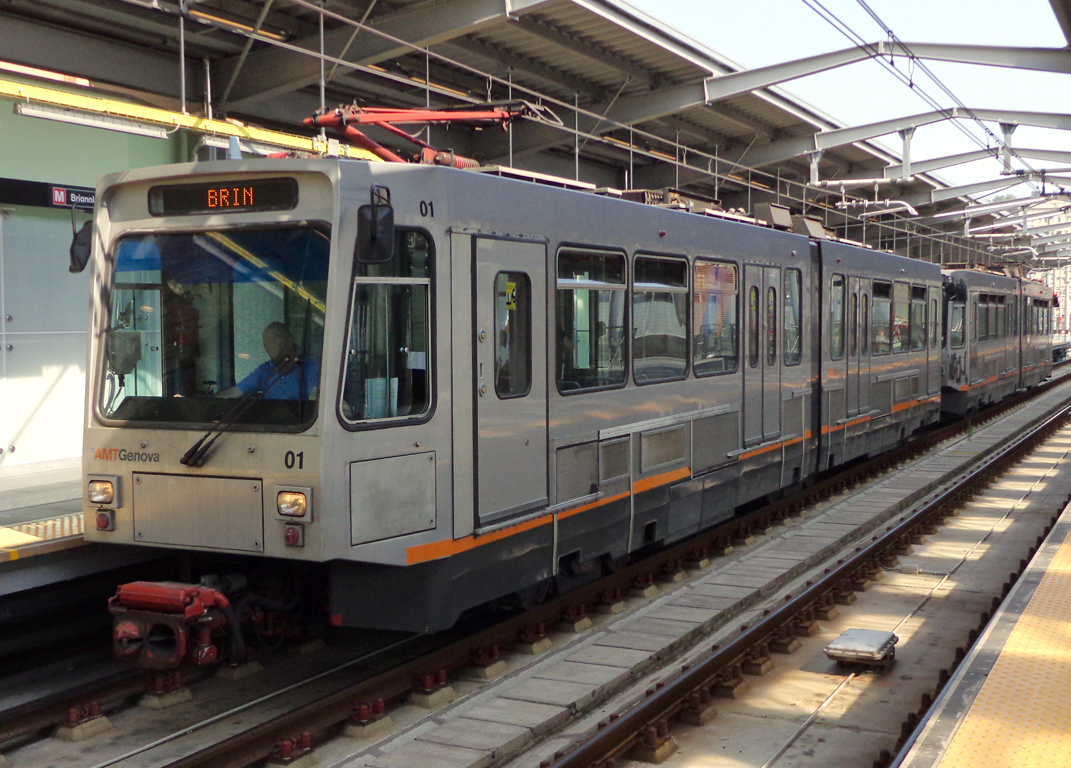
Mezzo di 1ª generazione

- 2 unità doppie articolate della prima generazione, derivate dai cosiddetti "Tram 2000" di Zurigo[94] (presentati nel 1981 durante l'illustrazione del progetto e in seguito modificati). Nelle prime ipotesi si pensava di ordinarne una flotta di 75 unità per servire l'intera rete, ma ne furono consegnate solo 6 ("Serie 0", da 01 a 06). Possono viaggiare in composizione massima da tre unità, hanno lunghezza pari a 20,5 metri e capienza di 180 passeggeri e sono dotate di 4 porte ciascuna. Raggiungono velocità massima pari a 70 km/h. La livrea all'inizio doveva essere bianca con strisce arancioni, ma diventò subito grigia metallizzata con un bordo arancione ed il logo AMT. In occasione dell'apertura della tratta De Ferrari-Brignole, tra il 2011 e il 2012, queste prime unità furono revampizzate, montando porte ad espulsione al posto delle vecchie porte elettro-pneumatiche a libro e sostituendo gli indicatori a palette di destinazione con display a LED arancioni. Nel 2024, dopo alcune ipotesi per un revamping mirato all'elettronica, si è scelto di accantonare progressivamente queste vetture, anche in occasione dell'entrata in servizio dei mezzi di quarta generazione. Il 10 Maggio 2025 è stato effettuato il viaggio di commiato con le vetture 04 e 05 (le ultime rimaste in esercizio, a marzo ed a maggio le altre unità sono state demolite). Le due vetture rimaste restano di estrema scorta, tuttavia il 2025 con molta probabilità segnerà anche la loro fine.

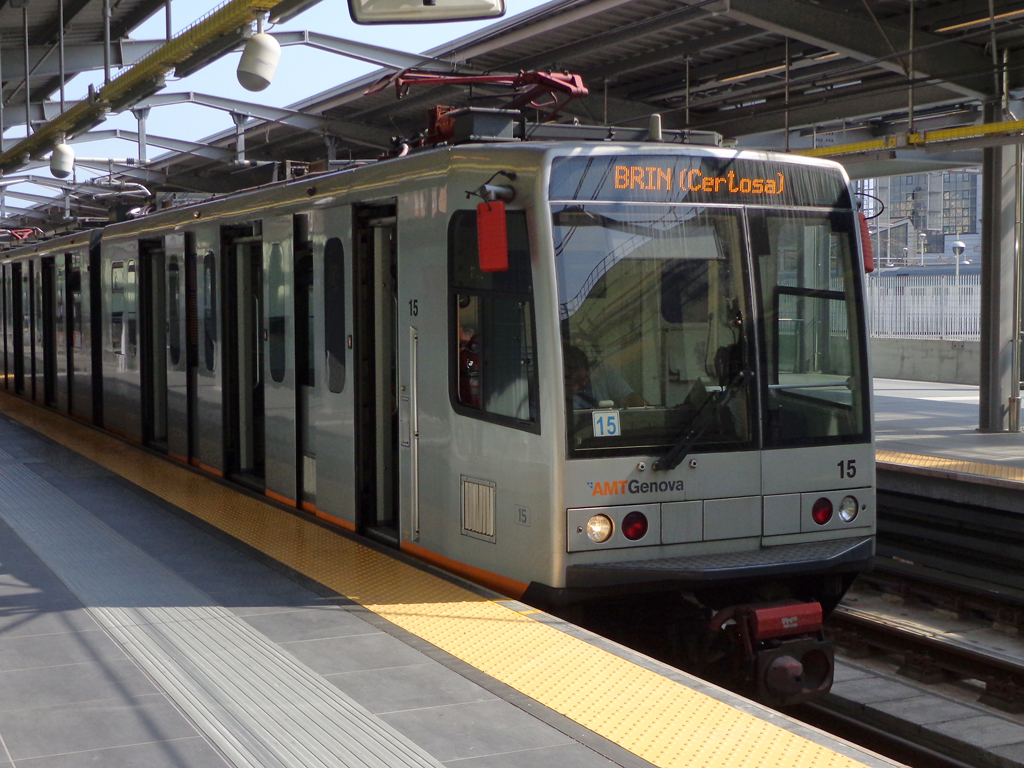
Mezzo di 2ª generazione

- 12 elettromotrici Firema Tipo 67 A, che vanno a formare la seconda generazione ("Serie 10", da 11 a 22), tutte costruite da Firema/AnsaldoBreda. Le prime due vetture (11 e 12) furono introdotte nel 1992 durante l'inaugurazione del tratto Dinegro-Principe, mentre le restanti 10 unità (13-22) furono consegnate nel 2003 dopo l'apertura del tratto Principe-San Giorgio. Possono viaggiare in composizione massima da tre unità (circa 620-630 passeggeri), hanno lunghezza pari a 24,5 metri, sono dotate di 6 porte ciascuna e raggiungono velocità pari a 70 km/h. È previsto un revamping di queste unità, con l'adozione di una nuova livrea verde - nera e alcune migliorie agli interni, iniziato progressivamente a partire da ottobre 2024.

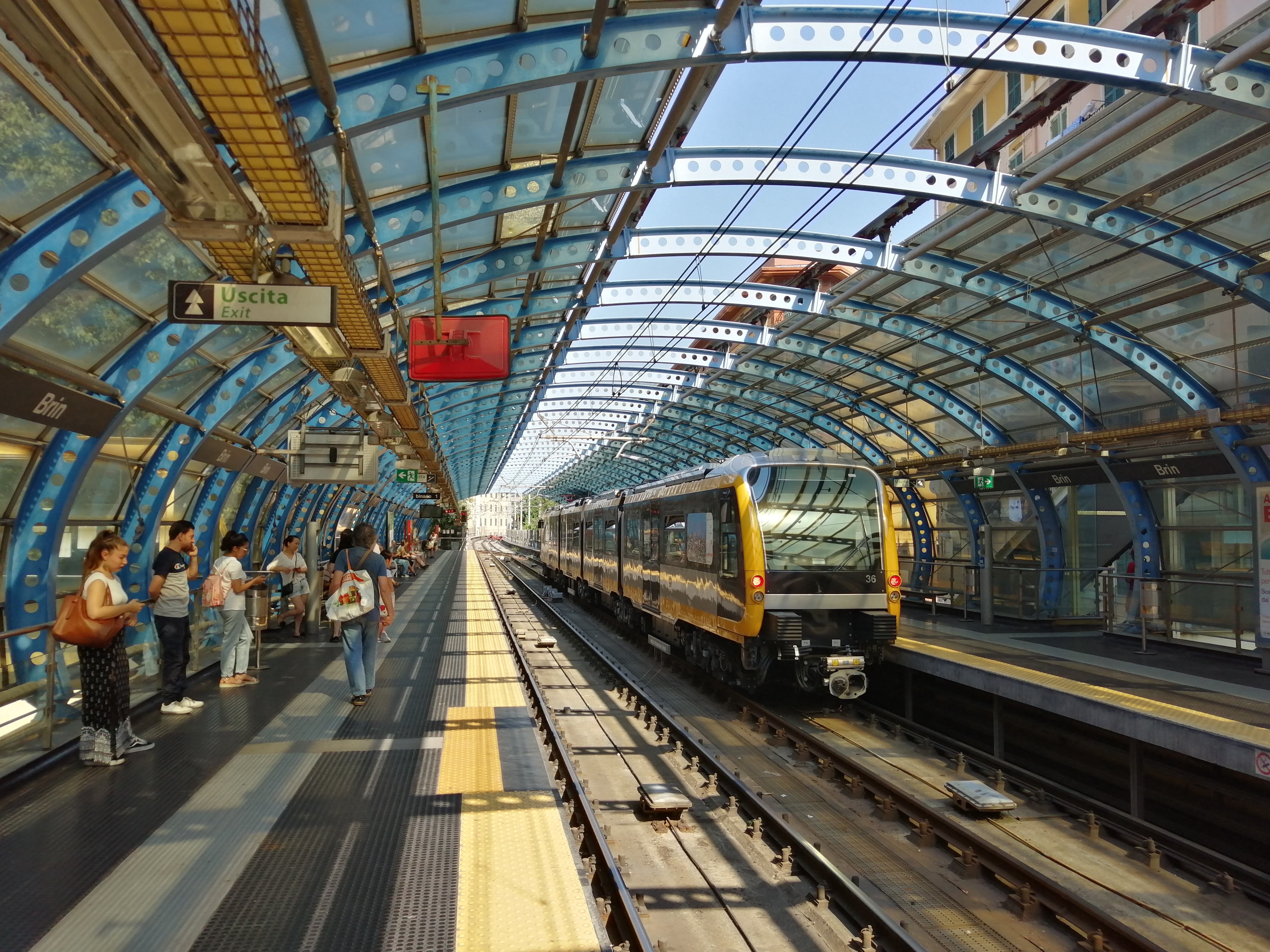
Convoglio di 3ª generazione

- 7 elettromotrici che costituiscono la terza generazione ("Serie 30", da 31 a 37) progettate e costruite da AnsaldoBreda (divenuta durante il periodo di collaudo e consegna Hitachi Rail Italy). Sebbene la loro introduzione fosse prevista per il 2012, il primo treno (n° 32) venne presentato solamente il 25 marzo 2016, mentre i restanti entrarono in servizio tra fine 2016 e l'inizio del 2017. Con 39 metri di lunghezza e quattro casse articolate, hanno capienza superiore a quelli di prima e seconda generazione (290 passeggeri ciascuno)[95][96] e possono viaggiare in composizione doppia. Presentano peculiarità interessanti, tra cui l'elettronica di gestione, minore dislivello tra gli accessi e le banchine e 2 motori indipendenti per ogni carrello, in modo da risolvere problemi di slittamento nei tratti critici della linea, ad esempio la stretta curva di Dinegro. Raggiungono velocità massima pari a 80 km/h. La serie 30 è contraddistinta da una nuova livrea, diversa da quella dei treni precedenti, giallo ocra con la parte centrale grigia, e da una superficie vetrata maggiore rispetto agli altri mezzi della metropolitana; i convogli sono dotati di 4 grandi porte d'accesso ciascuno. Sono anche presenti due postazioni per disabili in carrozzella.
- 2 elettromotrici di quarta generazione. In previsione dei prolungamenti previsti, nel 2020 il comune di Genova ottenne un finanziamento di 70 milioni di euro per acquistare 14 treni di nuova generazione[97]. Nel 2021 Hitachi Rail firmò il contratto di fornitura dei nuovi convogli: era previsto che tale fornitura fosse consegnata con cadenza mensile (un treno al mese) tra il 2023 e il 2024, in concomitanza con l'inaugurazione delle tratte Brin-Canepari e Brignole-Martinez.[98] La prima unità è arrivata a Genova a fine maggio 2024 ed è stata immessa in servizio nel mese di marzo 2025, mentre gli altri 13 treni entreranno in servizio successivamente, uno ogni mese[99]. I nuovi treni sono esteriormente molto simili a quelli di terza generazione, con cui condividono la lunghezza e la capacità, seppur contraddistinti da una nuova livrea color verde menta. Sul piano tecnico presentano invece alcuni miglioramenti e novità, fra cui l'impianto di climatizzazione (non presente nelle serie precedenti), e possono viaggiare in composizione accoppiata sia tra di loro sia con i convogli di terza serie.

Le unità di prima e seconda generazione vengono utilizzate in complessi da due convogli fin dall'entrata in servizio, mentre quelli di terza e quarta generazione non possono attualmente viaggiare in composizione multipla in quanto il binario tronco di manovra a Brin non è abbastanza lungo per consentire un'agevole inversione di marcia di un treno formato da due unità di questo tipo. Il problema potrà essere risolto con l'inaugurazione del nuovo capolinea settentrionale di Canepari, dove saranno presenti binari per l'inversione di marcia con lunghezza sufficiente.

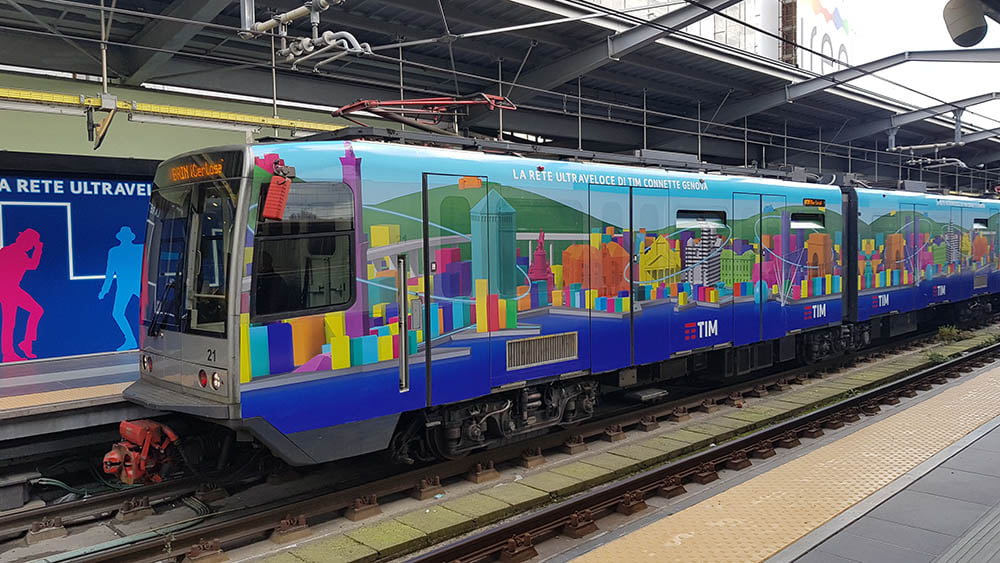
Convoglio di 2ª generazione sponsorizzato da TIM

Nell'ambito del progetto "La tua metropolitana" nel periodo fra il 2020 e il 2022 alcuni vagoni della seconda serie sono stati pellicolati dagli sponsor che hanno finanziato la riqualificazione di quattro stazioni.
| Classificazione | Numerazione | Unità in servizio      | Entrata in servizio | Radiazione                                        | Costruttore                       | Anno di costruzione | Note |
| --------------- | ----------- | ---------------------- | ------------------- | ------------------------------------------------- | --------------------------------- | ------------------- | --- |
| 1ª Generazione  | da 01 a 06  | 2                      | 1990                | 06 nel 2021, 01 nel 2023, 03 nel 2024 02 nel 2025 | Breda                             | 1985                | Derivato dal Tram 2000 Zurighese                                                                        |
| 2ª Generazione  | da 11 a 22  | 11                     | 1991                | In servizio 19 radiata                            | Firema                            | 1990-1995           | Modello T67A Firema, derivato dagli L6 della Metropolitana di Napoli                                    |
| 3ª Generazione  | da 31 a 37  | 7                      | 2016                | In servizio                                       | AnsaldoBreda (Hitachi Rail Italy) | 2016                | |
| 4ª Generazione  | da 41 a 54  | 2 (12 in preparazione) | 2025                | In servizio                                       | Hitachi Rail Italy                | 2021                | Derivati dai convogli di terza generazione con aggiornamenti tecnici ed aria condizionata; nuova livrea |

## Deposito e officina

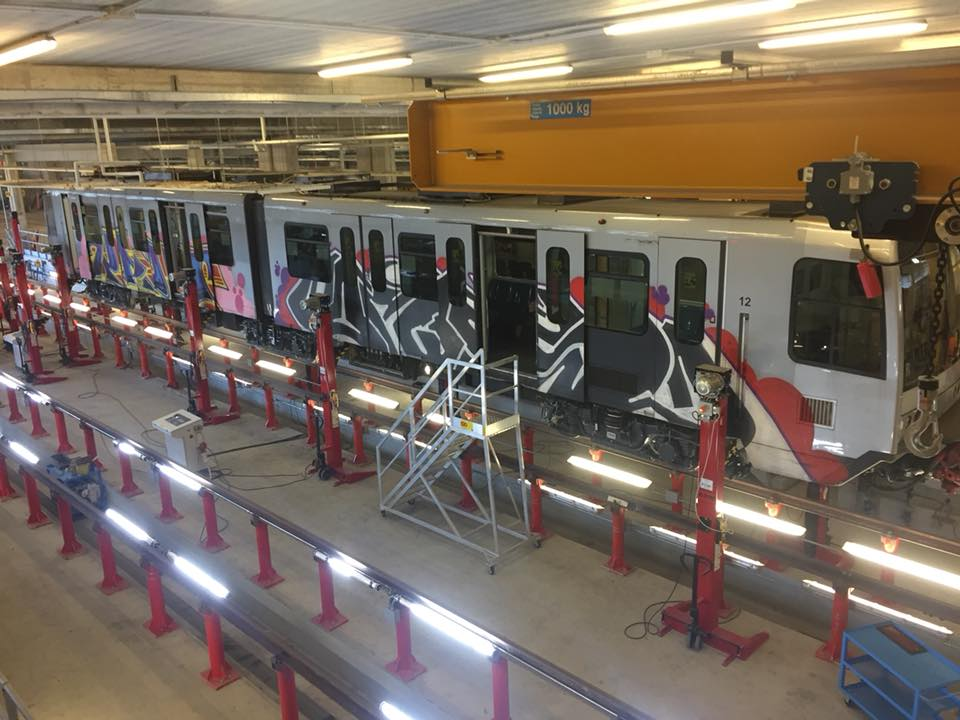
Convoglio in manutenzione al deposito di Dinegro

Il deposito del materiale rotabile è sito nelle adiacenze della stazione Dinegro. La sua costruzione risale agli anni '80: per realizzarlo furono ricavati gli spazi sotto il grande impalcato di Via Buozzi (un tempo sede dei vecchi magazzini portuali) dove fu realizzata anche parte della stazione. Fu reso operativo nel 1990, contestualmente all'apertura della prima tratta (Brin-Dinegro): i vagoni, trasportati via strada, furono immessi su un breve tratto esterno di binari all'altezza di Via Adua.
Inizialmente, il deposito disponeva di soli quattro binari divisi in due settori, uno a ponente (vicino alla stazione Dinegro) e uno a levante (tra Via Adua e la Stazione Marittima), entrambi ubicati lato mare rispetto alla linea di transito. Nel settore di ponente si effettuava il lavaggio dei vagoni e la piccola manutenzione, quello di levante ospitava l'officina e la fossa di ispezione (con rotaie posate su pilastri) per la grande manutenzione. Il collegamento tra la linea e il deposito avveniva tramite due raccordi, posti a levante e ponente della stazione.
Tuttavia, nelle intenzioni del progetto originario, quello di Dinegro non doveva essere un deposito definitivo: fu allestito per ospitare temporaneamente i convogli di 1ª generazione poiché a Brin mancavano gli spazi necessari. La metropolitana avrebbe dovuto da subito essere prolungata in tre direzioni (Brignole, Rivarolo, Sampierdarena) e in seguito sarebbe stato costruito il deposito vero e proprio. Alcune fonti parlavano di una possibile ramificazione nella zona di via Torbella, che sarebbe stata adibita a polo manutentivo. Negli anni seguenti non si investì su un nuovo deposito, e l'unico prolungamento a essere portato avanti in fasi successive fu quello verso levante.
Col tempo ci si rese conto che gli spazi ridotti del vecchio deposito, pur sfruttati al meglio, non erano idonei a servire una rete metropolitana in modo efficiente. Le operazioni di manovra erano lunghe e laboriose, causando ritardi nella manutenzione o nell'apertura mattutina della linea. Inoltre, essendo provvisorio, il deposito non era stato pensato per ospitare i 18 convogli della flotta iniziale (1ª e 2ª generazione), al punto che alcuni vagoni erano obbligati a sostare sui binari della stazione durante la chiusura notturna.
Quando nel 2006 iniziarono i lavori per la tratta De Ferrari- Brignole e vennero ordinati i convogli di 3ª generazione (più lunghi), si cominciò quindi a discutere sulla possibilità di costruire un nuovo più grande deposito, e su dove costruirlo. Circolarono varie ipotesi, tra cui quella di utilizzare le aree del Campasso (nei pressi di Brin) o quelle di Terralba (considerando il prolungamento Brignole-Terralba).
La relativa lontananza delle aree sopracitate, che al momento non sono in nessun modo collegate con la Metro, unita all'ostacolo di un accordo con le Ferrovie dello Stato (proprietarie), non consentì di andare oltre le ipotesi.
Poiché comunque il deposito era necessario in tempi brevi, l'unica soluzione attuabile divenne quella di rimodernare ed ampliare quello esistente a Dinegro.
Il progetto, studiato da Ansaldo STS, ha interessato entrambi i lati del deposito: l'ampliamento è stato realizzato costruendo un lungo impalcato a lato mare di quello esistente, sfruttando in massima parte le aree del vecchio parco ferroviario di Santa Limbania (cedute da RFI). La struttura copre in lunghezza il tratto tra Piazza Dinegro e Via Adua, allineandosi con l'impalcato di Via Buozzi, ottenendo così una piastra di copertura che in superficie ospita un agevole parcheggio di interscambio.
I lavori di ampliamento furono affidati nel 2010, iniziarono nel 2011 e terminarono nel 2017.
Il nuovo deposito è stato in questo modo suddiviso:
- Il settore Ponente, adibito esclusivamente a deposito e per la pulizia dei mezzi, è ora dotato di sei binari, quattro in più lato mare rispetto a quelli esistenti, di cui tre percorrono il settore centrale fino a levante e uno è solo di stazionamento;
- Il settore Levante, ben più ampio, ospita i locali tecnici, un sistema di monitoraggio da remoto per l'intera rete del deposito e la nuova officina, dotata di cinque binari di manutenzione con fosse ispettive e due binari di stazionamento (provenienti dal settore di ponente). La struttura è stata creata per eseguire lavorazioni ai carrelli e alle casse dei convogli di 2ª e 3ª generazione.

I due binari preesistenti di levante e la vecchia officina sono comunque rimasti in servizio per la manutenzione dei convogli di 1ª generazione, ma sono sempre connessi alla rete tramite un nuovo collegamento lato mare.
Ad oggi il deposito di Dinegro ospita l'intera flotta dei 25 vagoni metropolitani. È inoltre attrezzato per ricevere i 14 treni nuovi ordinati nel 2020.
Il recupero funzionale del deposito di Dinegro è stata una risposta efficace per le esigenze attuali e per i prolungamenti in fase di realizzazione. In un'ottica di lungo termine, Dinegro non sarebbe in grado di sostenere il parco mezzi di una metropolitana più estesa, ed è da escludere un ulteriore ampliamento (gli spazi sono già stati sfruttati al massimo), quindi in quel caso si dovrebbe studiare il progetto di un nuovo polo di ricovero e manutenzione. Alcune ipotesi suggeriscono di utilizzare una parte dell'area dell'ex fabbrica Mira-Lanza (a Teglia).
Considerando l'estensione verso la Valbisagno, è stato ipotizzato di costruire un deposito a Prato, in zona periferica.

## Interscambi con la rete ferroviaria
La metropolitana ha due importanti interscambi con la rete ferroviaria presso le stazioni di Principe e Brignole. 

## Servizio ferroviario urbano
A Genova è attivo dal 1964 un servizio ferroviario urbano, utilizzabile per raggiungere le zone non servite dalla metropolitana; tuttavia tale servizio è penalizzato dal fatto di condividere quasi integralmente il proprio percorso con tutti gli altri treni, merci e passeggeri, transitanti per il capoluogo ligure. Sono in corso lavori di potenziamento del nodo ferroviario, che al loro termine consentiranno di separare i flussi di traffico, aumentando la frequenza dei treni, diminuendo i tempi di percorrenza sulle tratte urbane ed istituendo nuove fermate.